# Ron Linker
Ron Linker (Assen, 4 augustus 1971) is een Nederlands journalist en diplomaat. Hij was tot 2016 correspondent in Frankrijk voor het NOS Journaal.
Hij studeerde aan de Academie voor Journalistiek en Voorlichting in Tilburg (1990-1994) en Internationale Betrekkingen (politicologie), aan de Universiteit van Amsterdam (1997-2000).
Hij werd in 1993 bureauredacteur bij de AVRO en werkte van 1995 tot 2004 als redacteur en verslaggever voor het NOS Radio 1 Journaal. In 2004 werd hij correspondent voor de NOS in de Verenigde Staten. Hij verruilde in de zomer van 2011 zijn standplaats Washington voor Parijs en was sindsdien correspondent in Frankrijk. In de Verenigde Staten verzorgde hij vooral de berichtgeving voor de radio. Zo nu en dan verving hij ook tv-correspondent Eelco Bosch van Rosenthal. In Parijs was hij de opvolger van Saskia Dekkers en Roger Strijland. 
Op 14 juli 2016 maakte Linker via NOS.nl bekend dat hij per directe ingang zijn taken bij de NOS neerlegde en ging werken voor het Ministerie van Buitenlandse Zaken op de Nederlandse ambassade in Washington.